# Luciano Montero Hernández
Luciano Montero Hernández (Gemuño, 16 d'abril de 1908 - Buenos Aires, agost de 1993) va ser un ciclista espanyol que fou professional entre els anys 1926 i 1939, durant els quals va aconseguir 41 victòries.
Nascut a la província d'Àvila, tanmateix es va criar a la localitat basca d'Ordizia (Guipúscoa).
Va ser el primer espanyol a guanyar una medalla en un Campionat del Món de ciclisme, en acabar segon el 1935 per darrere del belga Jean Aerts. També va ser tres vegades campió d'Espanya i dues vegades subcampió.

## Palmarès
- 1926
  - 1r al Trofeu France-Sport
- 1927
  - 1r a Baiona
  - 1r a Hernani
  - Vencedor d'una etapa a la Volta a Astúries
- 1928
  - 1r al GP Irun
  - Vencedor d'una etapa al Tour del Sud-oest
- 1929
  - Campió d'Espanya
  - 1r a Beasain
  - 1r al GP Uve
  - 1r a Logronyo
- 1930
  - 1r a Beasain
  - 1r al GP de la Bicicleta Eibarresa
  - 1r al GP Loinaz
  - 1r al Trofeu Olimpia
  - 1r a la Volta a Àlaba
- 1931
  - 1r a Beasain
  - 1r al Circuit Ribera del Jalón
  - 1r al GP Irun
  - 1r a Miremont
- 1932
  - Campió d'Espanya
  - 1r al Gran Premi República
  - 1r al Circuit Peugeot a Donòstia
  - 1r al GP Ategorrieta
  - 1r a Valladolid
- 1933
  - 1r al Gran Premi República
  - 1r a Baiona
  - 1r a Bergara
  - 1r al Circuit Ḷḷuarca
  - 1r al GP Irun
  - 1r a la Prova de Legazpi
- 1934
  - Campió d'Espanya
  - 1r al Gran Premi República
  - 1r al Gran Premi de l'Écho d'Alger
  - 1r a Beasain
  - 1r a Bergara
  - 1r al GP Vizcaya
  - 1r a Onatzi
  - 1r a Zegama
- 1935
  - Campió de Guipozcoa
  - 1r a Pamplona
  - 2n al Campionat del Món de ciclisme
- 1937
  - 1r al GP de Marsella
- 1938
  - 1r a la Bordeus-Angouleme
  - 1r a Marsella

### Resultats al Tour de França
- 1934. 30è de la classificació general